# Ken'ichi Endō
Ken'ichi Endō (遠藤 憲一, Endō Ken'ichi), né le 28 juin 1961 à Tokyo, est un acteur japonais.

## Filmographie partielle

### Au cinéma
- 2000 : Les Prisonniers du paradis (天国から来た男たち, Tengoku kara kita otoko-tachi?) de Takashi Miike
- 2000 : Dead or Alive 2 (DEAD OR ALIVE 2 逃亡者, Dead or Alive 2: Tōbōsha?) de Takashi Miike
- 2001 : Eko Eko Azarak 4 (エコエコアザラクIV?) de Kosuke Suzuki
- 2001 : Agitator (荒ぶる魂たち, Araburu tamashii-tachi?) de Takashi Miike
- 2001 : Family de Takashi Miike
- 2001 : Distance (ディスタンス, Disutansu?) de Hirokazu Kore-eda : Tamaki, le mari de Kiyoka
- 2001 : Visitor Q (ビジターQ, Bizita Q?) de Takashi Miike
- 2001 : La Mélodie du malheur (カタクリ家の幸福, Katakuri-ke no kōfuku?) de Takashi Miike
- 2002 : Deadly Outlaw: Rekka (実録・安藤昇侠道(アウトロー)伝 烈火, Jitsuroku Andō Noboru kyōdō-den: Rekka?) de Takashi Miike
- 2002 : Sabu (さぶ, Sabu?) de Takashi Miike
- 2003 : The Man in White (許されざる者, Yurusarezaru mono?) de Takashi Miike
- 2003 : Yakuza Demon (鬼哭, Kikoku?) de Takashi Miike
- 2003 : Azumi (あずみ?) de Ryūhei Kitamura
- 2005 : The Great Yokai War (妖怪大戦争, Yōkai daisensō?) de Takashi Miike
- 2006 : Sun Scarred (太陽の傷, Taiyō no kizu?) de Takashi Miike
- 2006 : Big Bang Love, Juvenile A (46億年の恋, 46-okunen no koi?) de Takashi Miike
- 2006 : Origine (銀色の髪のアギト, Gin-iro no kami no Agito?) : Shunak (voix - film d'animation)
- 2007 : Crows Zero (クローズZERO, Kurōzu Zero?) de Takashi Miike
- 2008 : God's Puzzle (神様のパズル, Kamisama no pazuru?) de Takashi Miike
- 2008 : Climber's High (クライマーズ・ハイ, Kuraimāzu hai?) de Masato Harada : Yohei Todoroki
- 2008 : 20th Century Boys (20世紀少年, 20-seiki shōnen?) de Yukihiko Tsutsumi
- 2009 : 20th Century Boys, chapitre 2 : Le Dernier Espoir (２０世紀少年 第2章 最後の希望, 20 seiki shōnen: Dai 2 shō - Saigo no kibō?) de Yukihiko Tsutsumi
- 2009 : Crows Zero II (クローズZERO 2, Kurōzu Zero 2?) de Takashi Miike
- 2014 : The Raid 2 de Gareth Evans
- 2017 : Mary et la fleur de la sorcière (メアリと魔女の花, Meari to majo no hana?) de Hiromasa Yonebayashi : Zébédée (voix - film d'animation)
- 2018 : Out & Out (アウト＆アウト?) de Kazuhiro Kiuchi (ja)
- 2019 : Kiss me at the Stroke of Midnight (午前0時、キスしに来てよ, Gozen rei ji, kisu shi ni kite yo?) de Takehiko Shinjō (ja)
- 2023 : Kubi (首?) de Takeshi Kitano : Araki Murashige

### À la télévision
- 1979 : Battle Fever J
- 1994 : Ninja Sentai Kakuranger
- 2000 : Ikebukuro West Gate Park
- 2003 : Kōshōnin (交渉人, Kōshōnin?) de Takashi Miike
- 2004 : Tokusō Sentai Dekaranger
- 2018 : Mahou × Senshi Magi Majo Pures!